# Pirita (řeka)
Pirita (estonsky plným názvem Pirita jõgi, tedy "řeka Pirita" nebo "Piritská řeka") je řeka na severu Estonska. Je 105 km dlouhá. Povodí má rozlohu 799 km².

## Průběh toku
Pramení v močálu Pususoo přibližně 20 km severovýchodně od Paide a v Tallinnské městské části Pirita se vlévá se do Tallinnského zálivu.